# Charlie Byrd
Charlie Byrd, właśc. Charles Lee Byrd (ur. 16 września 1925 w Suffolk w stanie Wirginia, zm. 2 grudnia 1999 w Annapolis) – amerykański gitarzysta jazzowy.
Studiował prywatnie m.in. u Andrésa Segovii i Sophoclesa Papasa. Był jednym z inicjatorów mody na bossa novę. Grał m.in. z orkiestrą Woody Hermana, współpracował ze Stanem Getzem. Uprawiał muzykę łączącą elementy folkloru hiszpańskiego, jazzu i muzyki rozrywkowej.

## Wybrana dyskografia
- First Flight (1957)
- Byrd’s Word (1958)
- Blues Sonata (1961)
- Brazilian Byrd (1965)
- Delicately (1968)
- Crystal Silence (1973)
- Byrd and Brass (1986)
- Rise and Shine (1992)
- Moments Like This (1994)
- Au Courant (1997)